# Malmö Södra kontrakt
Malmö Södra kontrakt var ett kontrakt i Lunds stift inom Svenska kyrkan. Kontraktets församlingar ligger i södra Malmö kommun. Kontraktet uppgick 2017 som en del av Malmö kontrakt.
Kontraktskod var 0725. 

## Administrativ historik
Kontraktet bildades 2001 av  
hela Malmö västra kontrakt med
- Slottsstadens församling som 2014 uppgick i Malmö S:t Petri församling i Malmö Norra kontrakt
- Limhamns församling
- Hyllie församling
- Bunkeflo församling som 2014 uppgick i Limhamns församling
- Kulladals församling som 2014 uppgick i Hyllie församling
- Tygelsjö församling som 2006 uppgick i Tygelsjö-Västra Klagstorps församling som 2014 uppgick i Limhamns församling
- Västra Klagstorps församling som 2006 uppgick i Tygelsjö-Västra Klagstorps församling som 2014 uppgick i Limhamns församling

delar av Malmö mellersta kontrakt med
- Fosie församling
- Oxie församling som 2014 uppgick i Fosie församling